# Shmuel Yeivin
Shmuel Yeivin (né le 2 septembre 1896 à Odessa et mort le 28 février 1982 à Tel Aviv) est un archéologue israélien.

## Biographie
Né au sein d'une famille sioniste dans la Zone de Résidence juive de l'Empire russe, Shmuel Yeivin est arrivé en Palestine ottomane avec ses parents au cours de la seconde alya, en 1905, et a étudié au lycée Herzlija de Tel Aviv. Ses études d'archéologie l'ont conduit à Londres, où il a été formé par Flinders Petrie. Il a été le premier directeur de l'Autorité des antiquités d'Israël fondée en 1948.
Il a reçu le prix Bialik en 1955 et le prix Israël dans la section des études juives en 1968.